# Südasiatische Langschwanz-Riesenratte
Die Südasiatische Langschwanz-Riesenratte (Leopoldamys sabanus) ist ein Nagetier in der Unterfamilie der Altweltmäuse, das in Südostasien verbreitet ist. Das Typusexemplar stammt aus dem nördlichen Borneo. Einige Populationen, die früher dieser Art zugerechnet wurden, erhielten aufgrund genetischer Studien Artstatus.

## Merkmale
Dieses große Nagetier erreicht eine Kopf-Rumpf-Länge von 200 bis 275 mm, eine Schwanzlänge von 270 bis 415 mm und ein Gewicht von 250 bis 500 g. Die Hinterfüße sind 42 bis 52 mm lang. Das gelbbraune bis orangebraune Fell der Oberseite enthält auf dem Rücken einige eingemischte Borsten, die dunkler sind. Im Gegensatz zu anderen Gattungsvertretern sind die Deckhaare recht kurz. Es besteht eine deutliche Grenze zur grellweißen bis weißen Unterseite. Typisch für den Kopf sind lange, lederartige und braune Ohren sowie lange Vibrissen. Am langen Schwanz kommt eine braune Oberseite und eine cremefarbene bis weiße Unterseite vor. Manche Exemplare haben eine weiße Schwanzspitze. Von den paarig angeordneten Zitzen der Weibchen befinden sich zwei auf der Brust, zwei auf dem Bauch und vier im Leistenbereich. Der diploide Chromosomensatz besteht aus 42 Chromosomen (2n=42).

## Verbreitung
Da die Herbert-Langschwanz-Riesenratte (Leopoldamys herberti) auf der Indochinesischen Halbinsel in den 2010er Jahren Artstatus erhielt, beschränkt sich das Verbreitungsgebiet dieses Nagetiers auf die Malaiische Halbinsel, Sumatra, Java, Borneo und umliegende kleinere Inseln. Die Südasiatische Langschwanz-Riesenratte lebt im Hügel- und Bergland zwischen 300 und 3100 Meter Höhe. Als Habitat dienen tropische Wälder, die nicht allzu feucht sein sollen. In höheren Lagen wird die Art durch die Sunda-Langschwanz-Riesenratte (Leopoldamys ciliatus) ersetzt.

## Lebensweise
Diese Riesenratte bewegt sich auf dem Boden und klettert in Bäumen. Sie ist nachtaktiv und frisst Insekten, Schnecken, Früchte, Wurzeln, Blätter und andere Pflanzenteile. Exemplare, denen Früchte der Ölpalme (Elaeis guineensis) zugeworfen wurden, vergruben diese und deckten sie mit Blättern zu. Dieses Tier wurde oft mit Ködern gefangen, die Fischöl enthielten. Am Tage ruhen die Tiere in Erdlöchern, ausgehöhlten morschen Baumstümpfen oder in Baumhöhlen. Weibchen mit Nachwuchs, einzelne Weibchen und Männchen leben außerhalb der weiblichen Empfangsbereitschaft für sich. Die Nester liegen 40 bis 80 Meter voneinander entfernt, wobei weitere Abstände überwiegen. Trotz ganzjährig möglicher Paarungen treten trächtige Weibchen zwischen Juli und September gehäuft auf. Eine nicht ganz so starke Häufung tritt zwischen Januar und März auf. Meist werden bis zu drei Nachkommen geboren und die größten Würfe enthalten sieben Jungtiere.

## Gefährdung
Je nach Population wirken sich Waldrodungen und die Jagt unterschiedlich stark aus. Allgemein wird die Südasiatische Langschwanz-Riesenratte häufig angetroffen und ihre Gesamtpopulation gilt als stabil. Die IUCN listet sie als nicht gefährdet (least concern).